# Judo-Weltmeisterschaften 1993
Die 17. Judo-Weltmeisterschaften 1993 fanden vom 30. September bis zum 3. Oktober 1993 in Hamilton, Kanada, statt.

## Ergebnisse

### Männer
| Gewichtsklasse | Gold              | Silber                 | Bronze                 |
| -------------- | ----------------- | ---------------------- | ---------------------- |
| - 60 kg        | Ryūji Sonoda      | Nazim Hüseynov         | Richard Trautmann      |
| - 60 kg        | Ryūji Sonoda      | Nazim Hüseynov         | Giorgi Wasagaschwili   |
| - 65 kg        | Yukimasa Nakamura | Eric Born              | Sergei Kosmynin        |
| - 65 kg        | Yukimasa Nakamura | Eric Born              | Udo Quellmalz          |
| - 71 kg        | Chung Hoon        | Bertalan Hajtós        | Rogério Sampaio        |
| - 71 kg        | Chung Hoon        | Bertalan Hajtós        | Daisuke Hideshima      |
| - 78 kg        | Jeon Ki-young     | Hidehiko Yoshida       | Jason Morris           |
| - 78 kg        | Jeon Ki-young     | Hidehiko Yoshida       | Darcel Yandzi          |
| - 86 kg        | Yoshio Nakamura   | Nicolas Gill           | Adrian Croitoru        |
| - 86 kg        | Yoshio Nakamura   | Nicolas Gill           | León Villar            |
| - 95 kg        | Antal Kovács      | Aurélio Miguel         | Marc Meiling           |
| - 95 kg        | Antal Kovács      | Aurélio Miguel         | Stéphane Traineau      |
| + 95 kg        | David Douillet    | Dawit Chachaleischwili | Sergei Kossorotow      |
| + 95 kg        | David Douillet    | Dawit Chachaleischwili | Frank Möller           |
| Offene Klasse  | Rafał Kubacki     | Henry Stöhr            | Dawit Chachaleischwili |
| Offene Klasse  | Rafał Kubacki     | Henry Stöhr            | Naoya Ogawa            |

### Frauen
| Gewichtsklasse | Gold               | Silber            | Bronze              |
| -------------- | ------------------ | ----------------- | ------------------- |
| - 48 kg        | Ryōko Tamura       | Li Aiyue          | Joyce Heron         |
| - 48 kg        | Ryōko Tamura       | Li Aiyue          | Giovanna Tortora    |
| - 52 kg        | Legna Verdecia     | Almudena Muñoz    | Cécile Nowak        |
| - 52 kg        | Legna Verdecia     | Almudena Muñoz    | Wakaba Suzuki       |
| - 56 kg        | Nicola Fairbrother | Chiyori Tateno    | Jessica Gal         |
| - 56 kg        | Nicola Fairbrother | Chiyori Tateno    | Driulis González    |
| - 61 kg        | Gella Vandecaveye  | Yael Arad         | Diane Bell          |
| - 61 kg        | Gella Vandecaveye  | Yael Arad         | Ileana Beltrán      |
| - 66 kg        | Cho Min-sun        | Liliko Ogasawara  | Odalis Revé         |
| - 66 kg        | Cho Min-sun        | Liliko Ogasawara  | Zhang Di            |
| - 72 kg        | Leng Chunhui       | Kate Howey        | Wiktorija Kasunina  |
| - 72 kg        | Leng Chunhui       | Kate Howey        | Kim Mi-jung         |
| + 72 kg        | Johanna Hagn       | Noriko Anno       | Swetlana Gundarenko |
| + 72 kg        | Johanna Hagn       | Noriko Anno       | Monique van der Lee |
| Offene Klasse  | Beata Maksymow     | Angelique Seriese | Mun Ji-yun          |
| Offene Klasse  | Beata Maksymow     | Angelique Seriese | Zhang Ying          |

## Medaillenspiegel
| Rang      | Land                   | Gold | Silber | Bronze | Gesamt |
| --------- | ---------------------- | ---- | ------ | ------ | ------ |
| 1         | Japan                  | 4    | 3      | 3      | 10     |
| 2         | Südkorea               | 3    | 0      | 2      | 5      |
| 3         | Polen                  | 2    | 0      | 0      | 2      |
| 4         | Deutschland            | 1    | 1      | 4      | 6      |
| 5         | Volksrepublik China    | 1    | 1      | 2      | 4      |
| 5         | Vereinigtes Königreich | 1    | 1      | 2      | 4      |
| 7         | Ungarn                 | 1    | 1      | 0      | 2      |
| 8         | Kuba                   | 1    | 0      | 3      | 4      |
| 8         | Frankreich             | 1    | 0      | 3      | 4      |
| 10        | Belgien                | 1    | 0      | 0      | 1      |
| 11        | Georgien               | 0    | 1      | 2      | 3      |
| 11        | Niederlande            | 0    | 1      | 2      | 3      |
| 13        | Brasilien              | 0    | 1      | 1      | 2      |
| 13        | Spanien                | 0    | 1      | 1      | 2      |
| 13        | Vereinigte Staaten     | 0    | 1      | 1      | 2      |
| 16        | Aserbaidschan          | 0    | 1      | 0      | 1      |
| 16        | Kanada                 | 0    | 1      | 0      | 1      |
| 16        | Israel                 | 0    | 1      | 0      | 1      |
| 16        | Schweiz                | 0    | 1      | 0      | 1      |
| 20        | Russland               | 0    | 0      | 4      | 4      |
| 21        | Rumänien               | 0    | 0      | 1      | 1      |
| 21        | Italien                | 0    | 0      | 1      | 1      |
| Insgesamt | Insgesamt              | 16   | 16     | 32     | 64     |